# احمد عبدالصمد
خواجه ابونصر احمد بن محمد بین عبدالصمد شیرازی وزیر سلطان مسعود غزنوی و سلطان مودود غزنوی بود.
پدرش ابوطاهر محمد دبیر و نویسندهٔ سامانیان در خراسان بود. احمد عبدالصمد در دیوان ابوسعید آلتونتاش خوارزمشاه (که حاجب سلطان محمود غزنوی و سلطان مسعود بود و به‌عنوان مرزدار (ثغر) با ترکستان از سوی غزنوی‌ها در خوارزمشاه حکمرانی می‌کرد) به کار پرداخت و به مقام وزارت او رسید.
در جنگ آلتونتاش با علی تکین خاقان سمرقند از خود رشادت نشان داد و پس از آنکه آلتونتاش کشته شد توانست رهبری سپاه غزنوی را به دست بگیرد و به به سلامت به خوارزم عقب‌نشینی کند. پسر آلتونتاش، هارون خوارزمشاه او را در سمت خود ابقا کرد.
پس از مرگ احمد میمندی در ۲۵ محرم ۴۲۴ قمری، سلطان مسعود احمد عبدالصمد را به وزارت انتخاب کرد. احمد عبدالصمد مخالف لشکرکشی سلطان مسعود به هندوستان بود و باور داشت که غزنوی‌ها باید اولویت نخست خود را حفظ خراسان از گزند حمله‌های ترکمانان تعیین کنند. پس از کشته شدن سلطان مسعود، سلطان مودود او را در سمت وزارت نگاه داشت تا اینکه پس از دو سال در سال ۴۳۴ قمری (۱۰۴۳ میلادی) (به گفته ابوالفضل بیهقی) ارتکین سپهسالار سلطان مودود او را نسبت به احمد عبدالصمد بدگمان کرد و (به گفته ناصرالدین منشی کرمانی) او را به زندان انداختند و با خوراندن سم کشتند.
مورخان کفایت احمد عبدالصمد را در امر وزارت بسیار ستوده‌اند. منوچهری دامغانی او را شمس‌الوزرا خوانده است در چند قصیده او را ستوده است. گفته می‌شود در ادبیات عربی هم دستی داشته است و ابونصر محمد عتبی قطعه‌ای شیوا از نامه‌ای که وی به عربی به یکی از دوستانش نوشته، آورده است. پسرش عبدالحمید بن احمد در دوران ابراهیم غزنوی به وزارت رسید.